# Boot loader
Boot loader je vrsta računalnog programa, punitelja (engl. loader).
Računalni središnji procesor može izvršiti jedino programski kod koji se nalazi u ROM-u, RAM-u ili, za računala iz razdoblja od 1950-ih do 1970-ih, prekidačima na operatorovom sučelju (eng. front panel). Suvremeni operacijski sustavi, aplikacijski kod i podatci pohranjeni na nevolatilnim uređajima za pohranu podataka, kao što su tvrdi diskovi, CD-i, DVD-i, flash memorijske kartice (kao što su Secure Digital kartice), USB memorije i diskete. Kad se računalo uključi po prvi put, obično nema operacijski sustav učitan u ROM-u ili RAM-u. Računalo mora izvršiti relativno mali program koji se nalazi u ROM-u, zajedno s golim minimumom podataka potrebnih da bi se pristupilo nevolatilnim uređajima s kojih se može učitati operacijski sustav i podatke u RAM.
Taj mali program koji počinje taj niz se zove bootstrap loader, bootstrap ili boot loader. Jedina zadaća ovog programčića je učitati ostale podatke i programe koje se potom izvršava s RAM-a. Često se rabi višestupanjske boot loadere, za vrijeme čijeg rada se nekoliko programa rastuće složenosti učitavaju jedan za drugim u procesu lančana učitavanja.
Uobičajeni boot loaderi su: 
- BIOS
- EFI
- OpenBIOS
- OpenBoot
- SLOF